# DTMF
DTMF er en forkortelse for Dual Tone Multiple Frequency, og er det system af tonesignaler, som moderne telefoner af trykknap-typen bruger til at transmittere det tastede telefonnummer til centralen. Det er disse tonesignaler man hører som et karakteristisk "dut" for hvert indtastet ciffer på de fleste trykknap- og mobiltelefoner.

## Sådan virker systemet
Systemet består af to grupper à fire toner; fire "lave" (venstre kolonne i skemaet til højre) samt fire "høje" (øverste række i skemaet), og hver taste udløser en "blanding" af to toner; én fra hver gruppe. F.eks. er tonen for cifferet "6" en blanding af en tone med frekvensen 770 Hz (hertz) og en anden tone på 1477 Hz. Alle frekvenser er valgt sådan at ingen af de otte frekvenser kan deles med nogle af de andre frekvenser: Dette gør, at selv om lydkvaliteten på linjen er dårlig (så signalet forvrænges), kan én tone aldrig danne harmoniske overtoner eller 2 toner danne blandingsprodukter (intermodulation), der kan "forveksles" med andre toner i systemet.
Tonerne sendes som et almindeligt lydsignal gennem telefonforbindelsen, og behøver derfor ikke at komme fra selve telefonen – man kan ringe et nummer op blot ved at løfte røret og med en passende anordning "afspille" nummeret som en sekvens af tonepar efter ovenstående skema, indenfor mikrofonens "hørevidde".

## Særlige taster for "A"-"D"
De fire bogstav-taster (A), (B), (C) og (D) ses sjældent på telefoner af i dag, men i det amerikanske militærs Autovon-telefonsystem bruges  disse signaler (dog under andre navne end de viste bogstaver) til at angive vigtigheden af et opkald.